# Medalla J. Lawrence Smith
La Medalla J. Lawrence Smith es un premio que otorga la Academia Nacional de Ciencias de Estados Unidos, actualmente cada tres años, a los científicos más destacados por su labor en tareas de investigación de meteoritos. El certamen lleva celebrándose desde 1888, cuyo primer ganador fue H. A. Newton.
| Edición | Ganador                 |
| ------- | ----------------------- |
| 1888    | H. A. Newton            |
| 1922    | George P. Merrill       |
| 1945    | Fred Lawrence Whipple   |
| 1954    | Peter Millman           |
| 1957    | Mark G. Inghram         |
| 1960    | Ernst Öpik              |
| 1962    | Harold Clayton Urey     |
| 1967    | John Charles Reynolds   |
| 1970    | Edward P. Henderson     |
| 1971    | Edward Anders           |
| 1973    | Clair Cameron Patterson |
| 1976    | John A. Wood            |
| 1979    | Ralph B. Baldwin        |
| 1985    | G. J. Wasserburg        |
| 1988    | Alastair G. W. Cameron  |
| 1991    | Robert M. Walker        |
| 1994    | Donald E. Brownlee      |
| 1997    | Ernst Zinner            |
| 2000    | George Wetherill        |
| 2003    | John T. Wasson          |
| 2006    | Klaus Keil              |
| 2009    | Robert N. Clayton       |
| 2012    | Harold Y. McSween       |
| 2015    | Hiroko Nagahara         |

- Datos: Q9031006
- Multimedia: J. Lawrence Smith Medal / Q9031006